# Kolorimetrija
Kolorimetrija (lat. color: boja + grč. metrein: mjeriti) je postupak određivanja i mjerenja boje. U analitičkoj kemiji, kolorimetrija je metoda određivanja koncentracije kemijske tvari mjerenjem jačine obojenosti otopine dodavanjem nekog reagensa. Uređaji ili mjerni instrumenti za kolorimetrijska mjerenja zovu se kolorimetri i oni omogućuju vizualno uspoređivanje jakosti boja otopina poznate i nepoznate koncentracije. 

## Kolorimetrija u industriji
Kolorimetrija, u industrijskoj proizvodnji, je mjerenje obojenosti površine tvari. Primjenjuje se u mnogim djelatnostima kojima je boja jedna od dijelova (komponenata) kvalitete proizvoda (industrija boja i lakova, polimernih materijala, tekstilna i grafička industrija). Primijenjena kolorimetrija brojčano izražava razliku dviju boja, što služi za izradu normi i dopuštenih odstupanja pri proračunavanju smjese bojila ili pigmenata koja u proizvodnji u određenim uvjetima reproducira zadanu boju.

## Kolorimetrija u kemiji
Kolorimetrija, u kemijskoj analizi, je kvantitativna instrumentalna tehnika kojom se u kolorimetru određuje koncentracija neke obojene tvari u otopini usporedbom njezine obojenosti s obojenošću referentne otopine iste tvari i poznate koncentracije. Prije se to obavljalo vizualno, a danas fotoelektričnim mjerenjem jakosti (intenziteta) upadne i prolazne svjetlosti.

### Fotoelektrična mjerenja
Fotoelektrična mjerenja su fizikalno-kemijski analitički postupci koji se temelje na mjerenju fotostruje (fotoelektrični učinak) što nastaje kada svjetlost koja prođe kroz ispitivanu supstanciju pada na fotoćeliju. Na taj su način izgrađeni mnogi mjerni instrumenti u modernim laboratorijima (spektrofotometri, kolorimetri, fluorometri i drugi), a fotoelektrična mjerenja ubrajaju se danas u one postupke koji se najviše upotrebljavaju u kemijskoj analizi.

### Fotomultiplikator
Fotomultiplikator je vrlo osjetljivi detektor u području vidljivog, ultraljubičastog i bliskog infracrvenog zračenja. Električni signal koji nastaje na fotosjetljivom sloju pojačava se do 100 milijuna puta, što omogućava registriranje pojedinačnih fotona. Zahvaljujući svojim svojstvima još uvijek se koristi u fizici, astronomiji, medicini i filmskoj tehnici (telekino), iako je u nekim primjenama zamijenjen s poluvodičkim elementima kao što je lavinska fotodioda.

### Lambert-Beerov zakon
Lambert-Beerov zakon (ponekad i Lambert-Beer-Bougertov zakon) je zakon o apsorpciji monokromatske svjetlosti u obojenim otopinama, po kojem količina svjetlosti koja se apsorbira u obojenom sloju otopine ovisi o debljini tog sloja (Lambertov zakon) i o množinskoj koncentraciji otopljene obojene tvari (Beerov zakon; prema njemačkom fizičaru Augustu Beeru, 1825. – 1863.). Na tom se zakonu temelje kolorimetrijske i spektrofotometrijske metode u analitičkoj kemiji. Beerov zakon je fizikalni zakon prema kojemu su eksponencijalno povezani svjetlosna jakost koju propušta otopina neke tvari i koncentracija otopine. 
Lambert-Beerov zakon može se prikazati izrazom: 
{\displaystyle I=I_{0}\cdot e^{-\,\sigma \cdot N\cdot L}}
gdje je: I0 - početna svjetlosna jakost, I - svjetlosna jakost propuštene svjetlosti kroz optičko sredstvo debljine L (optička debljina) i koncentracije N, a σ - reducirani apsorpcijski koeficijent svojstven za tvar koja apsorbira svjetlost.